# South32
South 32 is een mijnbouwbedrijf met het hoofdkantoor in Perth. Het werd op 25 mei 2015 gecreëerd door een afsplitsing van activiteiten van BHP Billiton. Het bedrijf heeft de hoofdnotering aan de Australian Securities Exchange en is ook in Londen genoteerd.

## Activiteiten
Het bedrijf heeft diverse faciliteiten en mijnen overgenomen van BHP Billiton. Het zwaartepunt van de activiteiten liggen in Australië, Zuidelijk Afrika en Zuid-Amerika. Het produceert diverse mijnbouwproducten zoals aluminium, mangaan, steenkool, bauxiet en zink. De steenkool-, mangaan-, koper- en nikkelactiviteiten leveren veruit de belangrijkste bijdrage aan de resultaten.
In 2023 telde het bedrijf ruim 9000 medewerkers waarvan veruit het grootste deel in Zuid-Afrika en Australië. De rest werkt in Mozambique, Colombia en Brazilië.
Het bedrijf heeft een gebroken boekjaar dat loopt tot 1 juli. Het boekjaar 2013 heeft betrekking op de periode van 1 juli 2022 tot en met 30 juni 2023.

## Geschiedenis
In maart 2014 maakte BHP bekend de mijnbouwactiviteiten te willen concentreren op steenkool, ijzererts, koper en energie. De overige activiteiten, zoals bauxiet, aluminium en nikkel zouden worden afgestoten. Het was een stap om de organisatie te vereenvoudigen. In mei 2015 werd de afsplitsing een feit en kreeg het nieuwe bedrijf South32 een eigen beursnotering. 
De naam South32 is afgeleid van de 32e breedtegraad op het zuidelijk halfrond. Deze passeert de twee regionale centra van het bedrijf, Australië en Zuid-Afrika.
In november 2016 nam South32 de Australische kolenmijn over van het in financiële problemen geraakte Amerikaanse bedrijf Peabody Energy. Peabody verkoopt de Metropolitan mijn en een belang van 16,7% in Port Kembla Coal Terminal voor US$ 200 miljoen. De mijn levert cokeskolen voor de staalindustrie.
In mei 2022 verhoogde South32 haar belang met 18,2% in Mineraço Rio do Norte. Deze mijn ligt in het noorden van Brazilië en de verkoper is Alcoa Corporation. Uit de mijn komt zo'n 12 miljoen ton bauxiet per jaar en is daarmee de grootste producent en exporteur van bauxiet in het land. Na de transactie houdt South32 een aandelenbelang van 33% in Mineraço Rio do Norte.